# Béatrice de Melgueil
Béatrice de Melgueil (1130-1190), connue de son vivant sous le nom de Béatrix, était le seul enfant de Bernard IV, comte de Melgueil (vers 1132) et de Guillemette de Montpellier (fille de Guilhem V, seigneur de Montpellier). Bernard IV a hérité du fief de son père Raymond II, représentant une lignée de comtes de Melgueil (appelé plus tard Mauguio, petite ville de l'Hérault) remontant à 930. Béatrice est devenue comtesse de Melgueil en 1130 à la mort de son père. En raison du jeune âge de Béatrice, Guilhem VI de Montpellier, fils de Guilhem V, a été nommé régent du comté et l'est resté jusqu'à ce que Béatrice ait épousé son premier mari, Bérenger-Raimond, comte de Provence. À la mort de ce dernier en 1144, Béatrice a dirigé le comté.
Béatrice se marie alors avec Bernard II d'Alès, devenu Bernard V, comte de Melgueil. Béatrice et Bernard ont eu deux enfants :
- Bertrand Pelet (vers 1191 ou après) ;
- Ermessende Pelet (vers 1176).

C'est là que les choses deviennent compliquées pour la transmission du comté de Melgueil. Bertrand a été déshérité par sa mère et a combattu sans succès les arrangements faits avec les comtes de Toulouse par sa sœur. Il a juré hommage au roi Alphonse II d'Aragon pour obtenir son aide afin de s'opposer à ces arrangements, mais cela a été en vain.
Bertrand a épousé une femme nommée Bonafosse (vers 1205) d'une famille inconnue et avait un enfant Raymond (vers 1129). Raymond a juré allégeance à son beau-frère Raymond VI comte de Toulouse, sans doute pour obtenir son aide afin de retrouver son héritage. Il épousa Sibylle d'Anduze, fille de Bernard VII, Seigneur d'Anduze.
Ermessende Pelet a épousé d'abord Pierre Bermond IV, Seigneur de Sauve et Sommières. Son second mariage a été conclu avec Raymond VI, comte de Toulouse, fils de Raymond V de Toulouse et de Constance de France, fille de Louis VI de France. Les comtes de Toulouse ont gouverné Melgueil jusqu'à 1211 lorsque le pape Innocent III a confié le comté à Guillaume d'Autignac, évêque de Maguelone.

## Source de la traduction
- (en) Cet article est partiellement ou en totalité issu de l’article de Wikipédia en anglais intitulé « Bernard V and Beatrice of Meigueil » (voir la liste des auteurs).